# CPR番号
CPR番号（デンマーク語: Det Centrale Personregister、英語: Central Persons Resistration）は、デンマークの国民識別番号。個人番号、CPRナンバーとも呼ばれる。
デンマーク国民すべてがCPR番号を保有しているほか、デンマークに短期滞在（3ヶ月以上）する外国企業の駐在員、移民などにもCPR番号は発行される。行政だけでなく民間企業もCPR番号を元にしたデータベースを共有しており、病院での診察、納税、銀行口座の開設、レンタルビデオの貸し出しといった生活に密着したレベルで、公私を問わず個人認証として利用されている。

## 経緯
1968年に税金の処理に伴い導入された。導入当時は個人情報に関する世論も少なかったため、デンマーク国民の反発なく導入されている。当初は、公的利用のみが想定されていたが、住民個人ごとに一意の番号を持つことから、次第に個人証明としても利用されるようになっていった。
まず、1970年に中央納税管理システムが導入され、CPR番号が納税記録と紐付けられた。1977年には個人医療記録システムが導入され、個人の医療記録とCPR番号が紐付けられた。個人医療記録システムは当初は電子記録ではなかったが、後に電子記録化され、Borger.dkを経由しSundhed.dkで最大1977年までさかのぼってカルテの記載などの個人医療情報を閲覧できる。

2014年9月1日からトランスジェンダー人がCPR番号に性同一性の最後の数字を変化が許している。

## 形式
CPR番号は10桁の数字から成る。
ddMMyy-abbb
dd
誕生日
MM
誕生月
yy
誕生年（西暦）の下2桁
a
誕生年の補助識別。以下の表を参照。例えば、yyaが「123」であった場合、その人の誕生年は2012年ではなく1912年である。
bbb
シーケンシャルな番号。男性の場合は奇数、女性の場合は偶数。
|       |       | yyの値        | yyの値        | yyの値        |
| 00-36 | 37-57 | 58-99         |               |               |
| ----- | ----- | ------------- | ------------- | ------------- |
| aの値 | 0-3   | 1900年-1999年 | 1900年-1999年 | 1900年-1999年 |
| aの値 | 4     | 2000年-2036年 | 1937年-1999年 | 1937年-1999年 |
| aの値 | 5-8   | 2000年-2057年 | 2000年-2057年 | 1858年-1899年 |
| aの値 | 9     | 2000年-2036年 | 1937年-1999年 | 1937年-1999年 |

## 民間利用例
データ保護局 (デンマーク)は、民間企業が現金売買ではなく、信用販売を行う場合は、顧客であるデンマーク市民のCPR番号の問い合わせを行うことは合法としている。
民間企業、民間団体は、CPR番号を管理する中央個人番号管理局に有料で問い合わせを行うことができるが、CPR番号に該当する個人名と住所が返答されることになる。その他の市民情報については民間企業は閲覧できない。個人の場合は、CPR番号と個人名を共に知っていれば、中央個人番号管理局に有料で問い合わせることはできる。
また、民間企業、民間団体であっても、CPR番号の持ち主が自由意志に基づきCPR番号の提供に合意した場合や、個人情報取得の目的が妥当と判断される場合には情報の閲覧が可能となる。例えば、銀行の口座開設、銀行で融資を受ける、不動産契約時は妥当とされる。ビデオレンタルの会員となるような場合は、名前と生年月日で十分であり、CPR番号は不要と判断されている。
また、携帯電話の契約時には、テロ防止法の観点から書類にCPR番号を記載することが求められている。同様に求職時にも履歴書に住所、名前、誕生日と併せてCPR番号の記載が通常となっている。